# Adrianus Bonebakker (1911-2001)
Adrianus Bonebakker (Amsterdam, 29 december 1911 – Naarden, 25 oktober 2001) was een Nederlandse juwelier en amateurfotograaf. Als vijfde generatie gaf hij leiding aan het familiebedrijf As Bonebakker & Zoon, een gerenommeerd Amsterdams juweliershuis met een lange geschiedenis en een vooraanstaande klantenkring, waaronder leden van het koningshuis. Daarnaast legde hij als fotograaf het dagelijks leven vast in diverse Nederlandse dorpen tijdens de jaren dertig en rond de bevrijding in 1945.

## Biografie
Bonebakker werd geboren in Amsterdam als lid van het patriciaatsgeslacht Bonebakker, dat is opgenomen in het Nederland's Patriciaat. Hij was een zoon van Carl Bonebakker (1862–1947) en Alide Henriëtte Posthumus Meyjes (1873–1945). In 1942 trouwde hij met Johanna Verschoor van Nisse (1915–2003), dochter van Ferdinand Verschoor van Nisse, met wie hij twee zonen en een dochter kreeg.
In de jaren dertig en veertig legde hij in een uitgebreide fotoserie het leven en werk vast van de bevolking in onder meer Eemdijk, Bunschoten, Spakenburg, Volendam en in de provincie Zeeland.
Na de bevrijding in 1945 legde hij in unieke foto’s de situatie in de Vesting Naarden vast, met onder meer beelden van Duitse krijgsgevangenen en gedetineerde NSB’ers onder bewaking van leden van de Binnenlandse Strijdkrachten.

## Fotografie
Bonebakker richtte zich in zijn werk bijzonder op het vastleggen van het dagelijks leven in Nederlandse dorpen, met specifieke aandacht voor traditionele ambachten, het vissersleven en regionale klederdrachten. Zijn foto’s tonen onder andere de visserijcultuur van Spakenburg en Volendam in de periode vóór de modernisering van deze dorpen. Daarmee leverde hij een waardevolle bijdrage aan het visuele erfgoed van Nederland.
Zijn fotografisch werk werd gebundeld in meerdere publicaties. In 1982 verscheen Het Gooi bekeken en besproken, dat hij samenstelde met historicus dr. A.C.J. Vrankrijker en F. Renou. In 1993 volgde Een grijs verleden in zwart en wit, met historische foto’s van Eemdijk, Spakenburg en Bunschoten rond 1938.
Hij was actief lid van meerdere fotoclubs, waaronder de Nederlandse Amateur Fotografen Vereniging (NAFV), fotoclub Flevo in Huizen en fotoclub ’t Brandpunt in Bussum. Voor zijn werk ontving hij diverse onderscheidingen, waaronder de Bucheliusprijs (1958), de titel Artiste FIAP (1960) en het predicaat Bonds Meester Klasse in de jaren 1960, 1961, 1962 en 1964.

## Juweliersbedrijf
De firma As Bonebakker & Zoon, opgericht in 1792, verwierf bekendheid door prestigieuze opdrachten zoals het vervaardigen van de koningskroon voor koning Willem II in 1840 en ceremoniële objecten voor het Koninklijk Huis en overheidsinstanties.
Als vijfde generatie in de familie Bonebakker stond Adrianus Bonebakker vanaf het midden van de twintigste eeuw aan het hoofd van het bedrijf. Onder zijn leiding werd de firma gemoderniseerd. In 1954 verhuisde het bedrijf van het historische pand aan de Herengracht 376, bekend als "Het Witte Paard", naar een nieuw winkelpand aan het Rokin 88–90 in Amsterdam. Deze verhuizing markeerde een nieuwe fase in de geschiedenis van Bonebakker, waarin het zich steviger vestigde in het centrum van het Amsterdamse luxe winkelgebied.

## Publieke functies

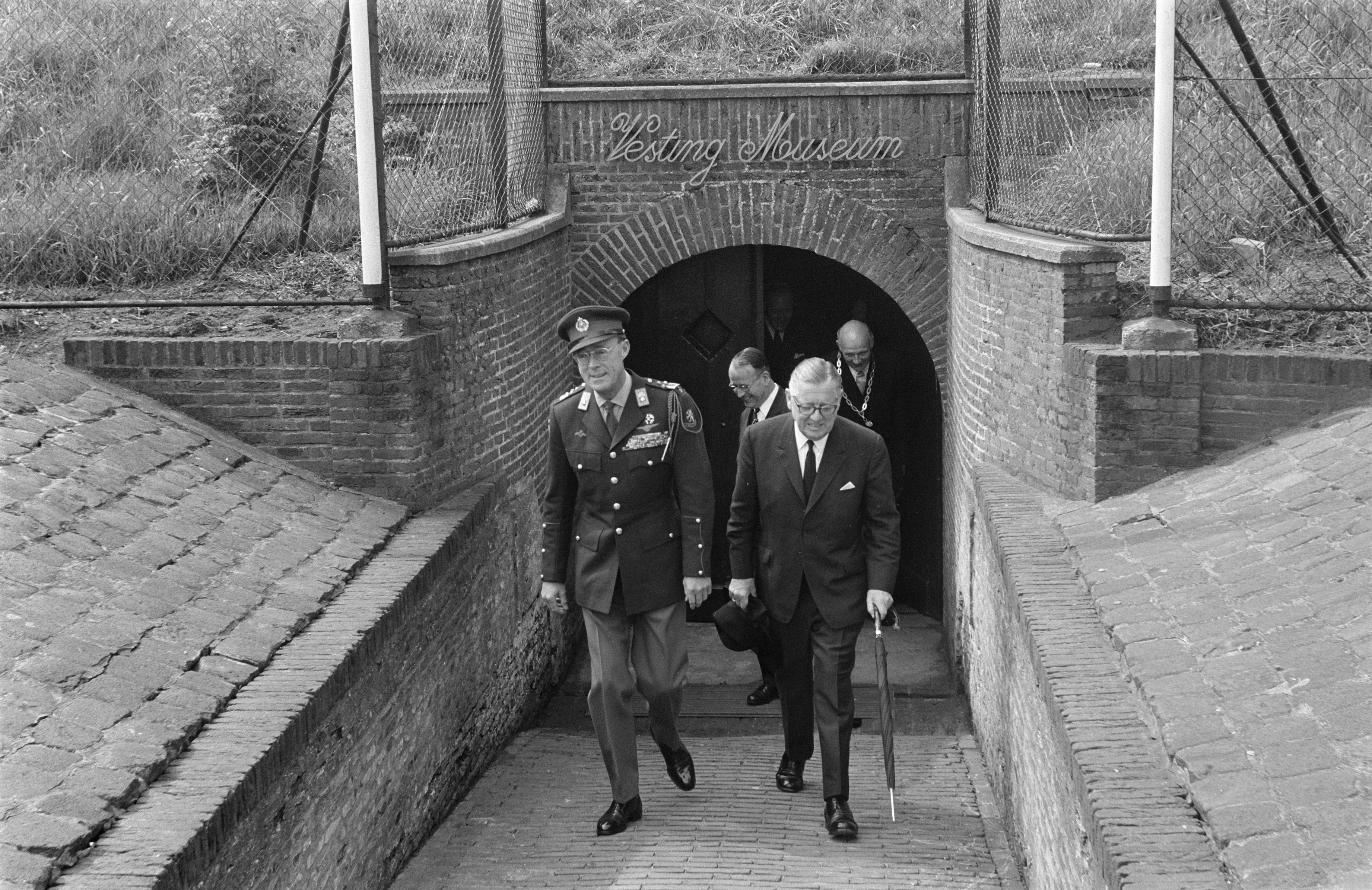
ZKH Prins Bernhard opent de uitbreiding van het Vestingmuseum te Naarden, met naast hem Adrianus Bonebakker.

In de jaren zestig was Bonebakker voorzitter van de Stichting Vrienden van de Vesting Naarden. Op zijn uitnodiging opende Prins Bernhard op 7 mei 1969 de uitbreiding van het Vestingmuseum.

## Onderscheidingen
- Bucheliusprijs (1958)
- Artiste FIAP (1960)
- Bonds Meester Klasse (1960, 1961, 1962, 1964)

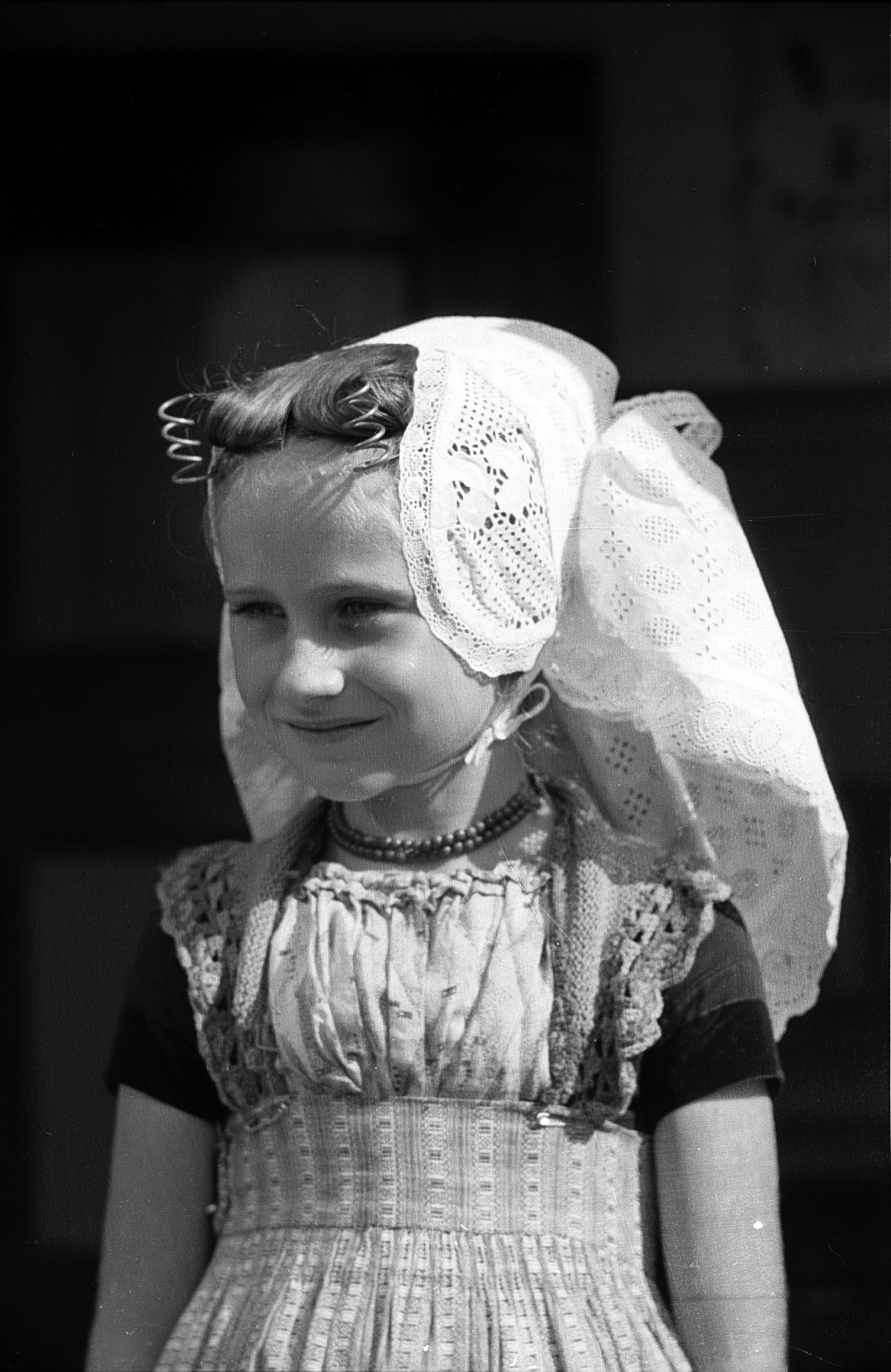
Portret van een meisje in Walcherse dracht.

## Verdere literatuur en archieven
- Emeis, M.G. (1967). Bonebakker 1792–1967. Amsterdam.
- Van Benthem, Barend J. (2005). De werkmeesters van Bennewitz en Bonebakker. Amsterdams grootzilver uit de eerste helft van de 19de eeuw. Zwolle: Waanders Uitgevers. ISBN 9789040090097.
- Archief As Bonebakker & Zoon, Nederlands Instituut voor Kunstgeschiedenis (RKD).
- Archief As Bonebakker & Zoon, Stadsarchief Amsterdam (inventarisnummer 406).